# مازاد سرمایه
مازاد سرمایه، (به انگلیسی: Capital surplus) هنگامی که یک شرکت سهامی، سهام خود را به بیش از ارزش اسمی آن به فروش می‌رساند، به مبلغ مازاد بر ارزش اسمی سهام مورد نظر، مازاد سهام یا مازاد سرمایه گفته می‌شود، که درآمد حاصل از آن، در زمره حقوق صاحبان سهام طبقه‌بندی و گزارش می‌شود.
در ترازنامه شرکت‌ها، مازاد سهام در بخشی از حقوق صاحبان سهام که به‌عنوان سهام سرمایه یا سود تقسیم‌نشده، طبقه‌بندی می‌شود، درج خواهد شد. حقوق صاحبان سهام یا ارزش ویژه غیر از سهام عادی، سهام ترجیحی و سود انباشته، انتشار سهام به مبلغی بیش از ارزش اسمی سهام، عواید ناشی از بازخرید سهام و فروش آن، طبقه‌بندی مجدد سهام عادی، سهام اهدایی و تحصیل سهام به قصد تملیک، از راه‌های ایجاد بازار و درآمد برای شرکت‌های دارای مازاد سرمایه می‌باشد.